# Magsafe
Magsafe är en magnetisk trådlös-laddare som ursprungligen användes för Mac serien av notebooks sedan 2006. Den nya versionen introducerades av Apple den 13 oktober 2020 samtidigt som Iphone 12-serien. Nya generationen av Magsafe-laddaren består av en rund magnet med inbyggd QI-laddning.

## Historia
Magsafe namnet introducerades först med Macbook Pro av 2006 års-modell och fasades ut vid utgivningen av den fjärde-generationens Macbook Pro, som använder USB-C för laddning. Den sista Macbooken att använda Magsafe fasades ut i början av 2019. 